# Toyota bZ4X
Toyota bZ4X je elektricky poháněný crossover SUV vyráběný Toyotou. Stejný model prodává pod názvem Subaru Solterra i automobilka Subaru.

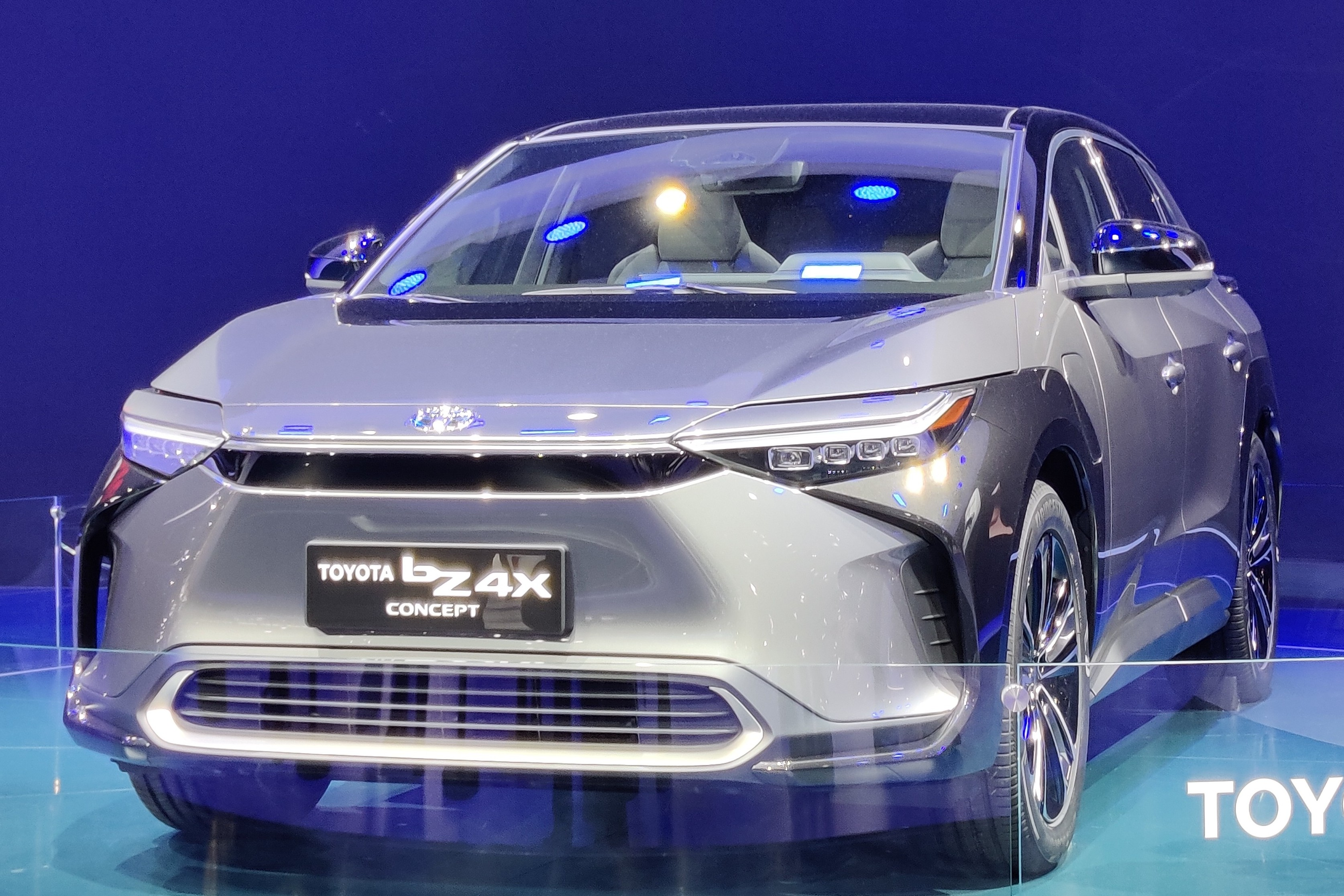
Toyota bZ4X Concept

Koncept byl představen v dubnu 2021 jako bZ4X Concept. Jedná se o první model postavený na platformě e-TNGA vyvíjený ve spolupráci Toyoty a Subaru patřící pod řadu Toyota bZ (beyond Zero) označující bezemisní vozidla.
Model obdržel v roce 2025 facelift, především v Evropě a Severní Americe, se změnami designu a velkými změnami v podobě účinnějších motorů, zlepšeným chlazením a vyšším výkonem. V Severní Americe byl model přejmenován na bZ. Byla představena prodloužená verze s karosérií kombi, která se v Americe jmenuje bZ Woodland a v Evropě bZ4X Touring. Prodloužená verze od Subaru se jmenuje Subaru Trailseeker.

## Popis

### Pojmenování
Název modelu lze složit z následujících částí:
- bZ pro beyond Zero odkazující na bezemisní elektromobil
- 4 podle stejně velikého předchůdce RAV4 EV
- X (čteno jako cross) pro kompaktní crossover SUV

### Přehled
Návrh modelu bZ4X byl dostupný jen jako série obrázků elektrických konceptů zveřejněný Toyotou v červnu 2019. Firma představila plán vyrobit šest elektrických modelů mezi lety 2020 a 2025 při použití e-TNGA platformy. Stejný vůz byl prezentován i Subaru, se kterým Toyota úzce spolupracuje.
Model bZ4X byl jako koncept představen na autosalónu v Šanghaji 19. dubna 2021. Ačkoliv byl model představen jako koncept, samotný model byl již blízko fáze vhodné k produkci.

### Design
S délkou 4690 mm je srovnatelné s modelem RAV4 (XA50), ale rozvor 2850 mm se blíží spíše modelu Land Cruiser (J300). Platforma e-TNGA byla společně vyvíjena Toyotou a Subaru, Toyota dodala baterie a pohonnou jednotku a Subaru pohon všech kol a anti-kolizní systém.